# Kering
Ne doit pas être confondu avec Alfred Kering.
Kering est un groupe français d'entreprises aujourd'hui numéro deux mondial de l'industrie du luxe après LVMH quant au chiffre d'affaires.
Les racines du groupe remontent à 1962 quand François Pinault crée sa société de scierie de bois Établissements Pinault. Devenu un groupe de sociétés introduit en bourse en 1988, le groupe Pinault effectue de nombreuses acquisitions dans le secteur de la distribution, et devient Pinault-Printemps-Redoute en 1995, année de son entrée au CAC 40. Après l'acquisition des marques Gucci et Yves Saint Laurent en 1999, le groupe opère une mue vers le secteur du luxe bouclée en 2013 quand le groupe est renommé Kering.
Le groupe possède un portefeuille de plus de quinze marques de prestige dont Gucci, Yves Saint Laurent, Bottega Veneta, Balenciaga, Alexander McQueen, et les parfums Creed. La famille Pinault, via sa holding Artémis, possède 42,23 % du groupe Kering qui est dirigé par François-Henri Pinault depuis 2005.
En juin 2025, François-Henri Pinault annonce son retrait du poste de directeur général, qu’il occupait depuis 2005. Le 14 juin il est confirmé que Luca de Meo, qui vient de quitter la présidence de Renault, prendra la direction générale de Kering à partir du 15 juillet 2025,. 

## Histoire

### Bois
En 1962, François Pinault fonde les Établissements Pinault, une entreprise de scierie et de négoce de bois avec un budget de 100 000 francs prêtés par la famille et le Crédit lyonnais. À partir de cette activité première, François Pinault opère toute une série de placements à forte valeur ajoutée pour la progression de son entreprise,.

### Distribution
À la suite de son entrée à la bourse de Paris le 25 octobre 1988, Pinault SA développe ses activités dans la distribution spécialisée et la vente à distance. En mars 1989, Pinault SA rachète 20 % de la CFAO avec laquelle il fusionne l’année suivante. En mai 1991, Pinault SA rachète Conforama. En 1992, Pinault SA rachète Printemps SA (propriétaire de La Redoute) et se renomme Pinault Printemps. En 1994, le groupe prend le contrôle de la Fnac et se renomme Pinault-Printemps-Redoute,. En 1995, Serge Weinberg devient le président du directoire du groupe. À travers Redcats — pôle de vente à distance du groupe construit autour de La Redoute — Pinault-Printemps-Redoute rachète Ellos en 1997, puis Brylane et Guilbert en 1998. En 1999, le groupe lance PPR Interactive, sa filiale internet. En 2000, Pinault-Printemps-Redoute lance le magasin Citadium et rachète l’enseigne Surcouf.
En mars 1999, Pinault-Printemps-Redoute rachète 42 % du groupe de luxe Gucci et 100 % de l'entreprise Yves Saint Laurent, un tournant majeur pour le groupe qui initie alors un désengagement progressif de la grande distribution (cession de Pinault Bois et Matériaux en 2003 Rexel en 2004, Printemps SA en 2006, Conforama en 2010, CFAO en 2012, la Fnac en 2013, La Redoute en 2014) pour investir dans le secteur du luxe (acquisition de Sergio Rossi en 1999, Boucheron en 2000, Bottega Veneta et Balenciaga en 2001, Girard-Perregaux et JeanRichard en 2011, Qeelin (en) et Brioni en 2012, Christopher Kane (en), Pomellato (en) et Tomas Maier en 2013 (cédé en 2018), et Ulysse Nardin en 2014. En parallèle, des partenariats stratégiques sont scellés avec Stella McCartney et Alexander McQueen en 2001.
En 2004, Pinault-Printemps-Redoute possède 99,4 % du groupe Gucci. En 2005, Pinault-Printemps-Redoute devient PPR. Serge Weinberg quitte la direction du groupe et François-Henri Pinault est nommé PDG. PPR se défait d'YSL Beauté (parfums et cosmétiques sous la marque Yves Saint Laurent) en 2008. Début 2011, PPR et le groupe Gucci fusionnent. Les marques de luxe tombent sous la supervision directe de François-Henri Pinault. Le groupe se réorganise en deux pôles : Luxe et Sport & Lifestyle,.

### Luxe
Le 22 mars 2013, le groupe PPR est renommé Kering,,. Le groupe cesse ses acquisitions pour se développer sur son développement organique. Sergio Rossi est cédé en 2015, Puma en 2017, Volcom, et Stella McCartney (partenariat) en 2018, et le groupe Sowind (Girard-Perregaux et Ulysse Nardin) en 2022. Les ventes de la maison Bottega Veneta dépassent le milliard d'euros en 2013. De 2012 à 2016, la maison Yves Saint Laurent double son chiffre d'affaires (974 millions en 2015), et, à partir de 2015, la maison Gucci connaît une croissance annuelle à deux chiffres qui porte ses ventes à 10 milliards d'euros en 2022, tirant vers le haut année après année les résultats du groupe Kering. Sa division de production de lunettes créée en 2013, Kering Eyewear, enregistre un chiffre d'affaires de 1,5 milliard d'euros en 2023, et acquiert les marques Lindberg (2021) et Maui Jim (2023).
En 2023, les ventes de Gucci sont en recul et font stagner les résultats de Kering à 19,6 milliards d'euros contre 20,4 milliards l'année précédente. La même année, le groupe annonce le lancement de sa division Beauté, reprend 30% de la maison italienne Valentino, puis la parfumerie Creed (première acquisition dans les parfums).

## Activités

### Description
Kering est un groupe français spécialisé dans l'industrie du luxe, propriétaire de marques de la mode principalement spécialisées dans la maroquinerie, les chaussures, le prêt-à-porter, les montres, la joaillerie, la parfumerie et les cosmétiques. Le siège de Kering se situe à Paris, dans l'ancien hôpital Laennec rénové par le groupe. Kering est majoritairement détenu par le groupe Artémis, holding d'investissement de la famille Pinault, et son indice boursier, introduit en 1988, fait partie du CAC 40 depuis 1995, et du Dow Jones Sustainability Index depuis 2013. Kering enregistre un chiffre d'affaires de 17,2 milliards d'euros (2024) pour 47 000 employés et 1 813 magasins gérés en propre.

### Portefeuille de marques
| Entreprise                                | Année d'acquisition | Secteur                       |
| Gucci                                     | 1999                | Mode et maroquinerie          |
| Saint Laurent                             | 1999                | Mode et maroquinerie          |
| Boucheron                                 | 2000                | Joaillerie                    |
| Bottega Veneta                            | 2001                | Mode et maroquinerie          |
| Balenciaga                                | 2001                | Mode, maroquinerie et parfums |
| Alexander McQueen                         | 2001                | Mode et maroquinerie          |
| Brioni                                    | 2011                | Costumes faits main           |
| Qeelin (en)                               | 2012                | Joaillerie et parfums         |
| Pomellato (en)                            | 2012                | Joaillerie et parfums         |
| Dodo                                      | 2012                | Joaillerie                    |
| Ginori 1735 (anciennement Richard-Ginori) | 2013                | Porcelaine                    |
| Lindberg                                  | 2021                | Lunetterie                    |
| Maui Jim                                  | 2022                | Lunetterie                    |
| Creed                                     | 2023                | Parfumerie                    |
| Valentino                                 | 2023 (30%)          | Mode et maroquinerie          |

Kering produit ses propres montures de lunettes via sa fililale Kering Eyewear.

## Actions sociales et environnementales

### Lutte contre les violences faites aux femmes
En 2009, le groupe lance la fondation PPR consacrée à la lutte contre les violences faites aux femmes qui devient la fondation Kering en 2013. Au sein de son organisation, Kering s'engage pour l'égalité homme-femme sur le lieu de travail (signature du Women's Empowerment Principles de l'ONU en 2010 puis partenariat avec ONU Femmes France en 2016, congé de maternité à 14 semaines et 100 % couvert à partir de 2016 et congé de paternité selon les mêmes termes à partir de 2020). La fondation récompense les artistes féminines dans le milieu du cinéma (programme Women in Motion avec le Festival de Cannes depuis 2015) et de la photographie (programme Prix Women In Motion pour la photographie avec les Rencontres d'Arles depuis 2019).

### Développement durable
En 2011, le groupe lance le pôle PPR Home pour institutionnaliser le développement durable dans sa culture d'entreprise, pôle qui se transforme en comité de développement durable l’année suivante. Kering crée le « Compte Résultat Environnemental » qui mesure et monétise l'impact environnemental d'une entreprise de bout-en-bout de sa chaîne d'approvisionnement,. En 2013, Kering lance le Materials Innovation Lab à Novare, son pôle R&D destiné à la recherche de solutions textiles écologiques. Le groupe procède au financement ou à l'acquisition de ses propres ateliers de production (tannerie France Croco en 2013, cachemire durable en Mongolie, ferme de pythons en 2017, atelier de broderie en Inde en 2020), noue des partenariats stratégiques avec les écoles de la mode (1re formation MOOC en luxe durable avec la London College of Fashion en 2018, Chaire Sustainability avec l’Institut français de la mode en 2019) et prime les projets durables innovant (Award for Sustainable Fashion avec LCF depuis 2014, K Award avec l’incubateur chinois Plug and Play en 2018, Fashion For Good, hackathon luxe durable en 2019). En mai 2019, Kering s'engage à ne plus employer de mannequins mineurs pour représenter des adultes dans les défilés et séances photo et publie également ses standards en matière de bien-être animal dans la chaîne d'approvisionnement du groupe.

### Fashion Pact
En août 2019, après avoir été mandaté par le président français Emmanuel Macron pour mobiliser les acteurs du secteur de la mode et du luxe, François-Henri Pinault présente le Fashion Pact au G7 de Biarritz visant à atteindre zéro émission nette de CO2 en 2050 et signé par 56 groupes de la mode. En août 2020, le groupe crée le Fonds Régénératif pour la Nature dont l'objectif est de transformer un million d'hectares de terre en agriculture régénérative d'ici 2025. Le 24 septembre 2021, le groupe annonce qu'à partir de l'automne 2022 la fourrure animale ne sera plus utilisée dans toutes ses collections. En 2022, l’entreprise ouvre son capital à l’actionnariat salarié.

### Protection de l'enfance
La Fondation Kering et la National Children's Alliance (NCA), association de protection de l'enfance américaine lancent une collaboration en février 2023 dans le cadre d'un programme de soutien à la santé mentale des enfants, à la suite du scandale de la campagne publicitaire avec des enfants de Balenciaga de 2022,.

## Finances

### Résultats
| Année | Chiffre d'affaires | Résultat d'exploitation | Résultat net | Dette financière nette |
| ----- | ------------------ | ----------------------- | ------------ | ---------------------- |
| 2024  | 17 194             | 2 554                   | 1 133        | 10 500                 |
| 2023  | 19 566             | 4 643                   | 2 983        | 8 504                  |
| 2022  | 20 351             | 5 589                   | 3 614        | 2 306                  |
| 2021  | 17 645             | 5 017                   | 3 176        | 168                    |
| 2020  | 13 100             | 3 135                   | 2 150        | 2 149                  |
| 2019  | 15 478             | 4 778                   | 2 309        | 2 812                  |
| 2018  | 13 665             | 3 944                   | 3 715        | 1 711                  |
| 2017  | 15 478             | 2 948                   | 1 786        | 3 049                  |
| 2016  | 12 385             | 1 886                   | 814          | 4 371                  |
| 2015  | 11 584             | 1 647                   | 696          | 4 679                  |
| 2014  | 10 037             | 1 664                   | 529          | 4 391                  |
| 2013  | 9 748              | 1 750                   | 50           | 3 443                  |
| 2012  | 9 736              | 2 067                   | 1 048        | 2 491                  |
| 2011  | 12 227             | 1 602                   | 986          | 3 396                  |
| 2010  | 11 008             | 1 370                   | 965          | 4 000                  |
| 2009  | 13 584             | 1 240                   | 951          | 4 367                  |
| 2008  | 17 207             | 1 441                   | 921          | 5 510                  |
| 2007  | 19 761             | 1 789                   | 904          | 2 980                  |
| 2006  | 17 931             | 1 540                   | 680          | 3 461                  |

- Chiffre d'affaires
- Résultat net

### Actionnariat
Principaux actionnaires au 15 février 2024 :
| Actionnaire             | Capital détenu |
| ----------------------- | -------------- |
| Groupe Artemis          | 42,23 %        |
| Baillie Gifford & Co    | 5,01 %         |
| Kering (autodetention)  | 1,49 %         |
| Amundi Asset Management | 1,41 %         |
| Generali                | 0,73 %         |
| Crédit Mutuel           | 0,67 %         |

### Immobilier
Au premier trimestre 2023 le groupe achète pour près de 640 millions d'euros un groupe d'immeubles rue de Castiglione dans le 1er arrondissement qui sera le siège parisien de Gucci,. La particularité de cette acquisition est son emplacement : juste en face de la boutique historique de Louis Vuitton. Également au premier trimestre 2023 le groupe rachète les immeubles situés au 35-37 avenue Montaigne pour un montant de 860 millions d'euros dans l'objectif d'y installer une boutique Yves Saint Laurent et une boutique Valentino. En septembre 2023, le groupe achète l'immeuble du 56 avenue Montaigne pour plus de 220 millions d'euros. En janvier 2024 la société achète l'immeuble situé au 715-717 de la 5e avenue à New York pour 963 millions de dollars situé en face de la Trump Tower et d'une superficie de 10 700 m2.
En janvier 2025, Kering annonce la signature d'un accord avec la société d’investissement Ardian pour la vente de 837 millions d’euros d’actifs immobiliers à Paris.

## Gouvernance
- Président-directeur général : François-Henri Pinault (depuis 2005)
  - Directrice générale adjointe : Francesca Bellettini (depuis 2023)

## Controverses

### Condamnations et sanctions fiscales
Selon Mediapart et Cash Investigation, le groupe aurait économisé près de 2,5 milliards d'euros d'impôts entre 2002 et 2017 en faisant transiter les produits de ses filiales par ses entrepôts suisses pour enregistrer leurs ventes dans un canton helvétique fiscalement avantageux. Par exemple, la société française Yves Saint Laurent aurait enregistré 550 millions d'euros de ses ventes en Suisse, provoquant un manque à gagner pour l'administration fiscale française estimé à 180 millions d'euros par Mediapart. Fin 2017, un dossier concernant la filiale Gucci est ouvert par le parquet de Milan, qui inflige au groupe une amende de 1,25 milliard d'euros pour irrégularité fiscale en mai 2019, puis consent à un rabais fiscal de 748 millions d’euros. En février 2019, le Parquet national financier (PNF) ouvre une enquête pour « blanchiment de fraude fiscale aggravée » à l'encontre de Kering,. Kering fait l'objet d'un important redressement fiscal (montant non communiqué) et le PNF classe l'affaire sans suite en mai 2021. L'enquête OpenLux (2021) montre comment Kering utilise plusieurs filiales au Luxembourg pour pratiquer des rémunérations offshore de dirigeants.

### Campagne publicitaire Balenciaga avec des enfants
Le 16 novembre 2022, Balenciaga publie une campagne publicitaire « Gift Shop » en ligne mettant en scène de jeunes enfants aux pupilles dilatées tenant des ours en peluche vêtus de bondage et d'équipement BDSM, au milieu de verres de vin vides et de flutes de champagnes vides,.